# Střelítov
Střelítov je část města Votice v okrese Benešov. Nachází se 2 km jihozápadně od Votic. V roce 2009 zde bylo evidováno 8 adres. Střelítov leží v katastrálním území Beztahov o výměře 5,6 km².

## Historie
První písemná zmínka o vesnici pochází z roku 1381.

## Další fotografie

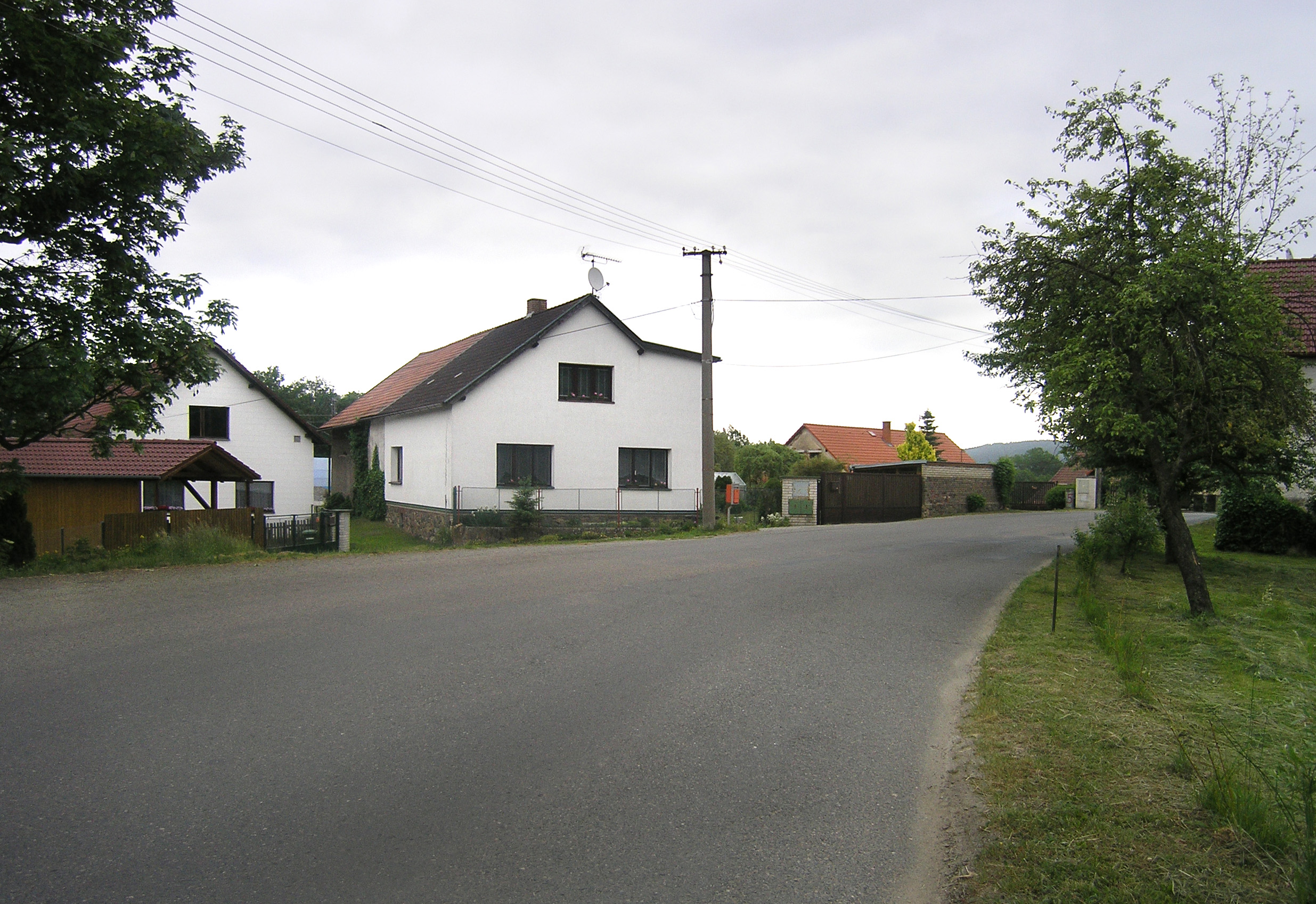
Domy na návsi
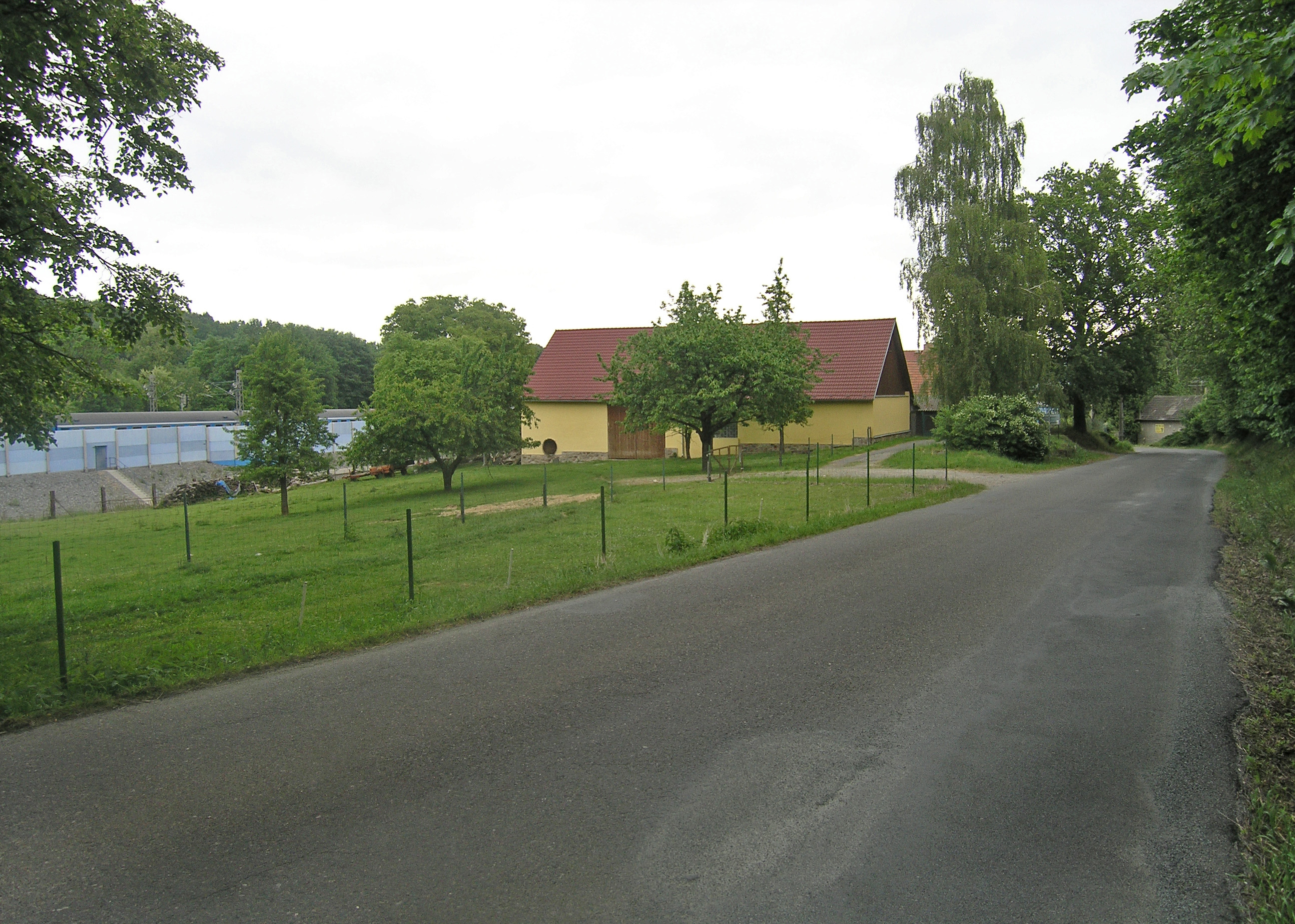
Silnice II. třídy č. 121 ve vesnici
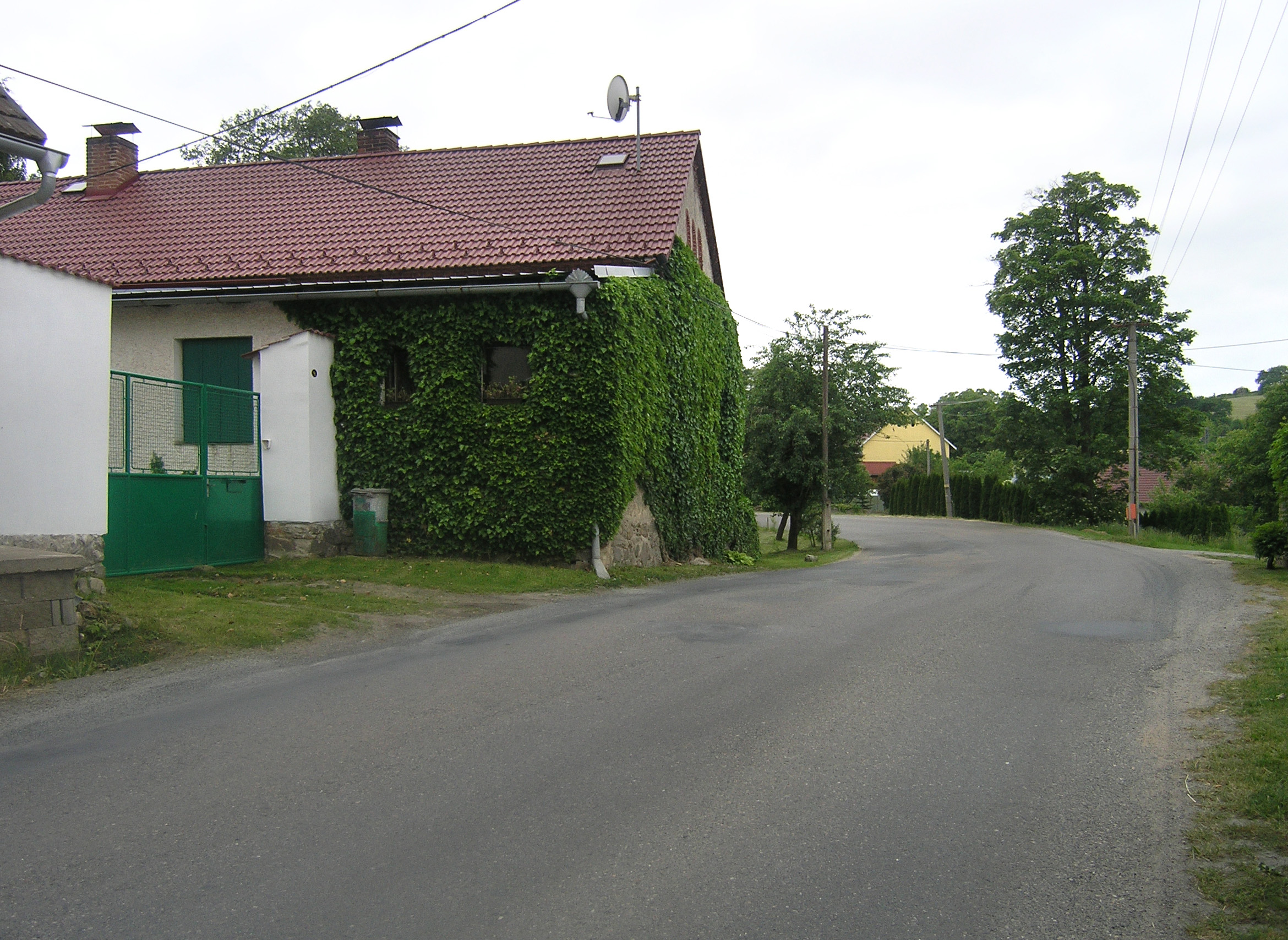
Dům čp. 4